# Corus moisescoi
Corus moisescoi là một loài bọ cánh cứng trong họ Cerambycidae.